# 單斑重牙鯛
單斑重牙鯛為輻鰭魚綱鱸形目鱸亞目鯛科的其中一種，分布於西印度洋區，包括波斯灣及印度西北部海域，棲息深度5-15公尺，體長可達30公分，棲息在岩石底質海域，屬雜食性，以藻類及甲殼類等為食。